# Alte Dogana Feldkirch

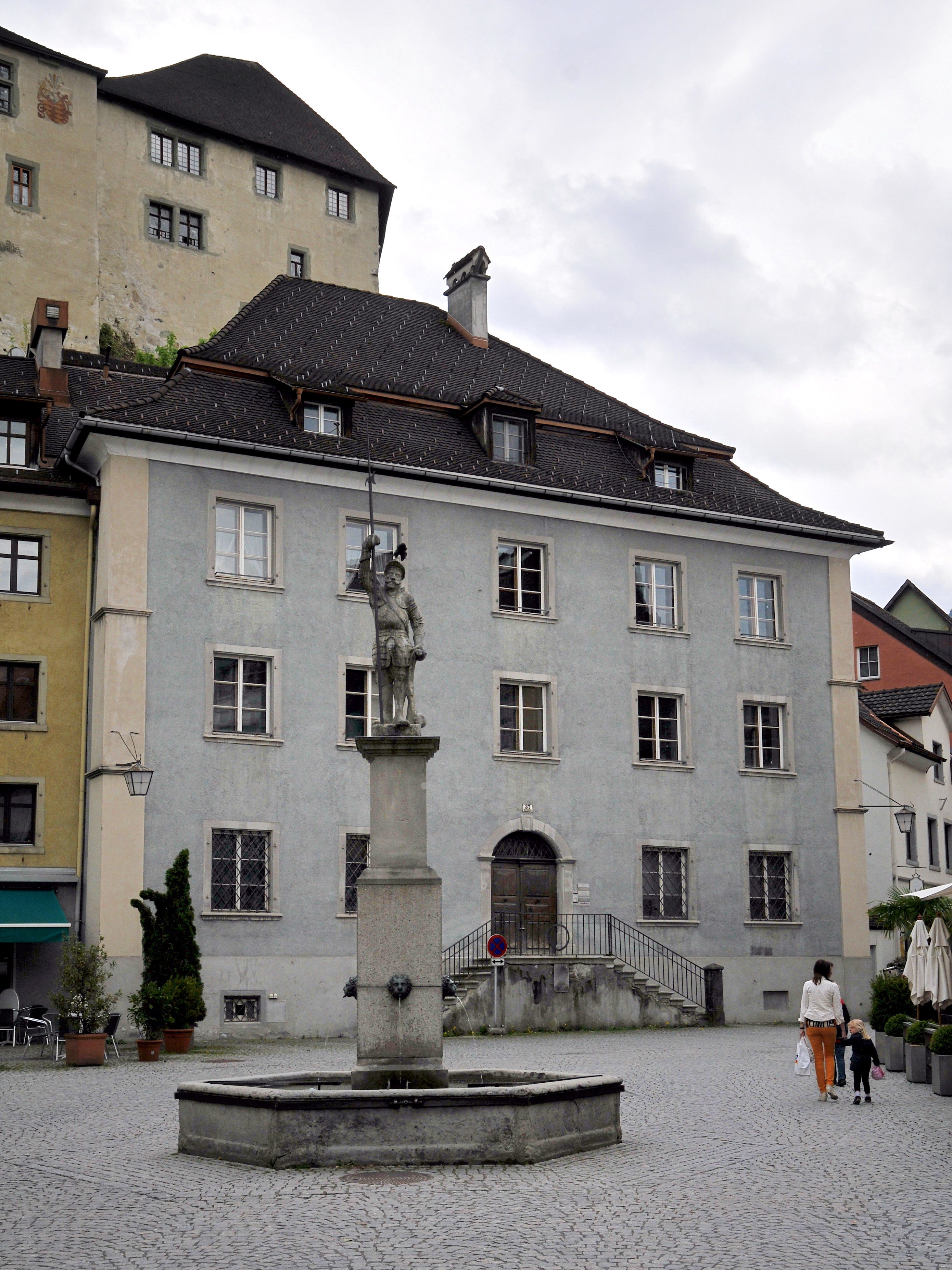
Ehemalige Stadtkanzlei vor der Sanierung, 2013

Die Alte Dogana Feldkirch steht in der Stadtgemeinde Feldkirch in Vorarlberg. Das Gebäude steht unter Denkmalschutz.

## Geschichte
Das 600 Jahre alte Stadthaus unter der Schattenburg wurde wohl im 17. Jahrhundert neu erbaut und im 18. Jahrhundert umgebaut. Von 1615 bis 1790 wurde das Gebäude als Stadtkanzlei und als landstädtisches Archiv genutzt. Vor 1857 bis 1912 wurde es als Hauptzollamt verwendet. 
Das Gebäude wurde 2015 von Marte.Marte Architekten von der Stadtgemeinde erworben, saniert und dient seit 2016 als deren Architekturbüro.

## Architektur
Die Hauptfront zur Stadt hat eine angebaute doppelseitige Freitreppe mit einem erhöhten Eingang in der Mittelachse mit einem Segmentbogenportal mit einem Lünettengitter und einem Türflügel aus der zweiten Hälfte des 18. Jahrhunderts. Die Hauptfassade ist mit Eckpilastern, einem Mansarddach und Fenstern mit Steckgittern gegliedert.
Architektonisch wurde bei der Sanierung am Gebäude wenig verändert. Neu ist eine Stahlkonstruktion, welche an der stadtseitigen Hauptfront nicht sichtbar ist, und einerseits das ausgebaute Dachgeschoß belichtet und anderseits von dort einen Ausblick auf die Schattenburg ermöglicht.